# Nancy Carroll (színművész, 1903–1965)
Nancy Carroll (New York, 1903. november 19. – New York, 1965. augusztus 6.) Oscar-díjra jelölt amerikai színésznő.

## Élete és pályafutása
Ír származású szülők gyermekeként jött a világra New Yorkban. Hét testvére volt, de ebből csak négy érte meg a felnőttkort. Karrierjét a Broadwayn kezdte a húszas évek elején kórustagként. Először musicalekben, aztán színdarabokban lépett fel, majd megismerkedett Jack Kirklanddel. A férfi újságkihordóként kereste a kenyerét, amikor elvette feleségül Carrollt, később Kirkland neves drámaíróként tevékenykedett. Hamarosan sikerült feleségének munkát találnia a stúdiónál, így Carroll végleg színészi pályára lépett.
1928-ban Carrollnak a Paramount Pictures felkínált egy szerepet az Abie's Irish Rose című filmben Buddy Rogers mellett, és alakításával azonnal áttörést ért el. Olyan fontos színészekkel dolgozott együtt, mint Clark Gable, Gary Cooper, Lukács Pál, Jack Holt és Fredric March. 1930-ban The Devil's Holiday című filmjéért Oscar-díjra jelölték legjobb női főszereplő kategóriában.
1931-ben férjhez ment Bolton Malloryhoz, miután beleszeretett egy havannai nyaralás alatt. Harmadik házassága egy holland üzletemberrel köttetett 1953-ban, akivel Indonéziába költözött és tíz évig ott élt. 1960-ban csillagot kapott a Walk of Fame-en. 1963-ban Carroll visszatért a színpadra, majd két évvel később elhunyt. Egyetlen lánya, Patricia talált rá otthonában, miután nem jelent meg az aznapi színelőadáson.

## Filmográfia

### Film
| Év   | Cím                                 | Szerep                          |
| ---- | ----------------------------------- | ------------------------------- |
| 1927 | Ladies Must Dress                   | Mazie                           |
| 1928 | Abie's Irish Rose                   | Rosemary Murphy                 |
| 1928 | Easy Come, Easy Go                  | Barbara Quayle                  |
| 1928 | Chicken a La King                   | Maisie Devoe                    |
| 1928 | The Water Hole                      | Judith Endicott                 |
| 1928 | Manhattan Cocktail (elveszett film) | Babs Clark                      |
| 1928 | Az éjféli angyal                    | Daisy Heath                     |
| 1929 | The Wolf of Wall Street             | Gert                            |
| 1929 | Sin Sister                          | Pearl                           |
| 1929 | Close Harmony                       | Marjorie Merwin                 |
| 1929 | Komédiások                          | Bonny Lee King                  |
| 1929 | Illusion                            | Claire Jernigan                 |
| 1929 | Sweetie                             | Barbara Pell                    |
| 1930 | Dangerous Paradise                  | Alma                            |
| 1930 | Honey                               | Olivia Dangerfield              |
| 1930 | Paramount Parádé                    | Önmaga                          |
| 1930 | The Devil's Holiday                 | Hallie Hobart                   |
| 1930 | Laughter                            | Peggy Gibson                    |
| 1930 | Follow Thru                         | Lora Moore                      |
| 1931 | Szerelem paradicsoma                | Mary                            |
| 1931 | The Night Angel                     | Yula Martini                    |
| 1931 | Personal Maid                       | Nora Ryan                       |
| 1932 | Megszakadt bölcsődal                | Elsa                            |
| 1932 | Wayward                             | Daisy Frost                     |
| 1932 | Hot Saturda]                        | Ruth Brock                      |
| 1932 | Gyűlölet országa                    | Tanyusa                         |
| 1932 | Under-Cover Man                     | Lora Madigan                    |
| 1933 | Child of Manhattan                  | Madeleine                       |
| 1933 | Asszony a kínpadon                  | Glenda O'Brien                  |
| 1933 | Csók a tükör előtt                  | Maria Held                      |
| 1933 | I Love That Man                     | Grace Clark                     |
| 1934 | Springtime for Henry                | Julia Jelliwell                 |
| 1934 | Transatlantic Merry-Go-Round        | Sally Marsh                     |
| 1934 | Jealousy                            | Josephine "Jo" Douglas O'Roarke |
| 1935 | I'll Love You Always                | Nora Clegg                      |
| 1935 | After the Dance                     | Anne Taylor                     |
| 1935 | Atlantic Adventure                  | Helen Murdock                   |
| 1938 | That Certain Age                    | Grace Bristow                   |
| 1938 | There Goes My Heart                 | Dorothy Moore                   |

### Televízió
| Év        | Cím                                    | Szerep                        |
| --------- | -------------------------------------- | ----------------------------- |
| 1950–1951 | The Aldrich Family                     | Alice Aldrich #2              |
| 1951      | Faith Baldwin Romance Theatre          | ? (egy epizód)                |
| 1951      | The Egg and I                          | Betty anyja                   |
| 1959      | The Further Adventures of Ellery Queen | Fanny Wilson (egy epizód)     |
| 1961      | Naked City                             | Bernice Hacker (egy epizód)   |
| 1962      | The United States Steel Hour           | Lady Leatherhead (két epizód) |
| 1963      | Going My Way                           | Nora Callahan (egy epizód)    |

## Fellépései a Broadwayn
- The Passing Show of 1923 (1923)
- Big Boy (1925)
- Mayflowers (1925–26)
- An Undesirable Lady (1933)
- For Heaven's Sake, Mother! (1948)

## Díjak és jelölések
- 1930: Oscar-díj a legjobb női főszereplőnek (jelölés) – The Devil's Holiday
- 1960: csillag a Hírességek sétányán